# قلعه ماسکیو آنجوینو

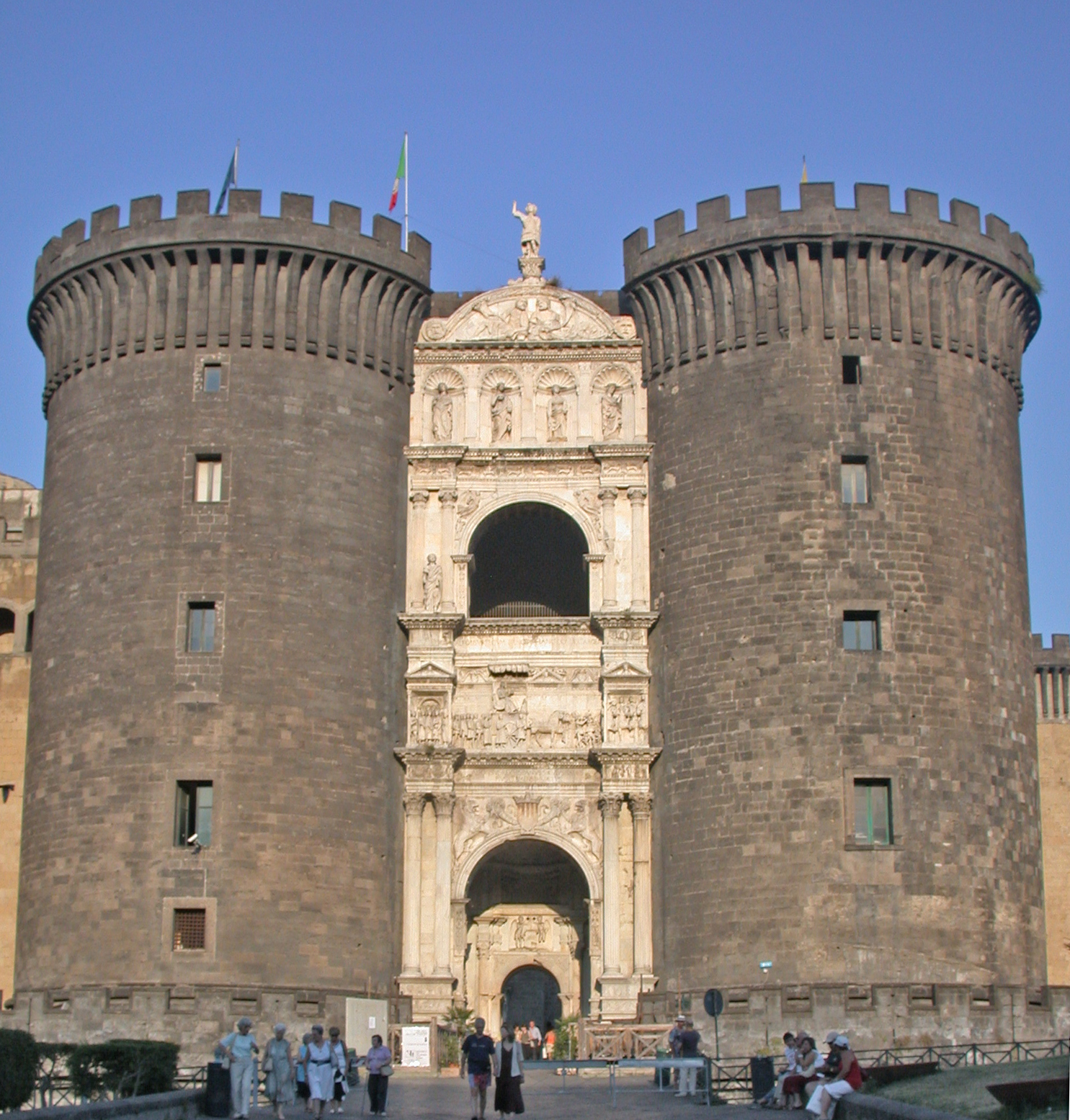
نمایی از دروازهٔ ورودی قلعه

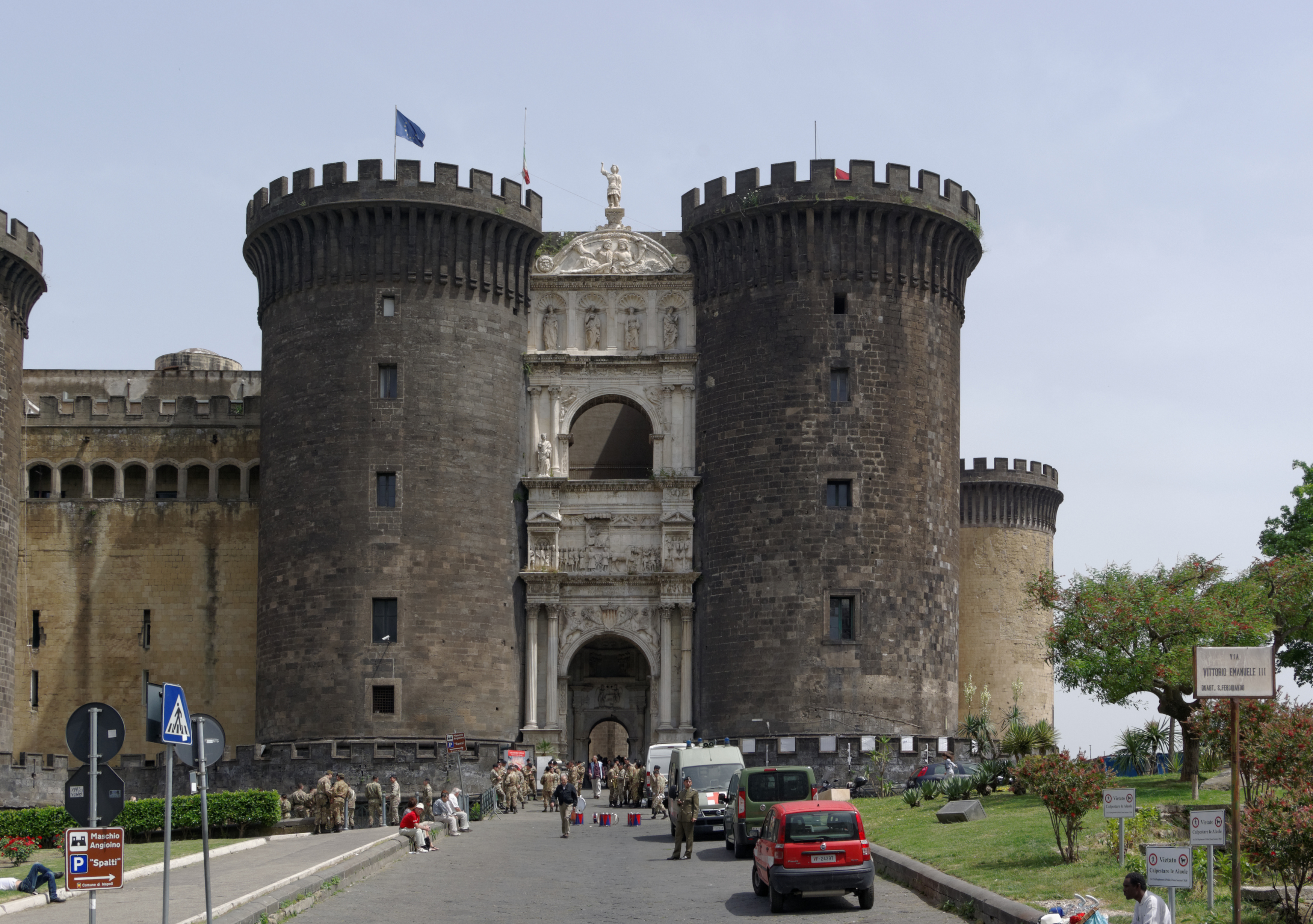
قلعهٔ ماسکیو آنجوینو

قلعهٔ ماسکیو آنجوینو (به ایتالیایی: Maschio Angioino) که به قلعهٔ نو (به ایتالیایی: Castel Nuovo) مشهور است، این دژ مربوط به دورهٔ حکومت کارل اول از دودمان فرانسوی آنژوها در قرون وسطی بر شهر ناپل ایتالیا است و معروفترین بنای این شهر. این بنا از تاریخ ساخت اولیهٔ خود در ۱۲۷۹ میلادی بارها مورد تعمیر و تغییر قرار گرفته و کاربری‌های متفاوتی در دوران‌های پادشاهی مختلف داشته است.